# Kiustendił (gmina)
Kiustendił (bułg.: Община Кюстендил) – gmina w zachodniej Bułgarii, w obwodzie Kiustendił.

## Miejscowości
Miejscowości wchodzące w skład gminy Kiustendił:
- Bagrenci (bułg.: Багренци),
- Bersin (bułg.: Берсин),
- Błatec (bułg.: Блатец),
- Bobeszino (bułg.: Бобешино),
- Bogosłow (bułg.: Богослов),
- Bunowo (bułg.: Буново),
- Cerowica (bułg.: Церовица),
- Cresznowo (bułg.: Црешново),
- Cyrwena jabyłka (bułg.: Цървена ябълка),
- Cyrwendoł (bułg.: Цървендол),
- Cyrwenjano (bułg.: Цървеняно),
- Czudinci (bułg.: Чудинци),
- Dołna Grasztica (bułg.: Долна Гращица),
- Dołno seło (bułg.: Долно село),
- Dołno Ujno (bułg.: Долно Уйно),
- Dożdewica (bułg.: Дождевица),
- Dragowisztica (bułg.: Драговищица),
- Dworiszte (bułg.: Дворище),
- Girczewci (bułg.: Гирчевци),
- Gjueszewo (bułg.: Гюешево),
- Goranowci (bułg.: Горановци),
- Gorna Brestnica (bułg.: Горна Брестница),
- Gorna Grasztica (bułg.: Горна Гращица),
- Gorno Ujno (bułg.: Горно Уйно),
- Gramażdano (bułg.: Грамаждано),
- Granica (bułg.: Граница),
- Gurbanowci (bułg.: Гурбановци),
- Gyrbino (bułg.: Гърбино),
- Gyrlano (bułg.: Гърляно),
- Iwanowci (bułg.: Ивановци),
- Jabyłkowo (bułg.: Ябълково),
- Kameniczka Skakawica (bułg.: Каменичка Скакавица),
- Katriszte (bułg.: Катрище),
- Kiustendił (bułg.: Кюстендил) − siedziba administracyjna gminy,
- Konjawo (bułg.: Коняво),
- Kopiłowci (bułg.: Копиловци),
- Kopriwa (bułg.: Коприва),
- Kutugerci (bułg.: Кутугерци),
- Kyrszalewo (bułg.: Кършалево),
- Lelinci (bułg.: Лелинци),
- Leska (bułg.: Леска),
- Lisec (bułg.: Лисец),
- Łomnica (bułg.: Ломница),
- Łozno (bułg.: Лозно),
- Mazaraczewo (bułg.: Мазарачево),
- Nikoliczewci (bułg.: Николичевци),
- Nowi cziflik (bułg.: Нови чифлик),
- Nowo seło (bułg.: Ново село),
- Piperkow cziflik (bułg.: Пиперков чифлик),
- Prekołnica (bułg.: Преколница),
- Poletinci (bułg.: Полетинци),
- Połska Skakawica (bułg.: Полска Скакавица),
- Radłowci (bułg.: Радловци),
- Ranenci (bułg.: Раненци),
- Rażdawica (bułg.: Раждавица),
- Reżinci (bułg.: Режинци),
- Rysowo (bułg.: Ръсово),
- Sawojski (bułg.: Савойски),
- Sażdenik (bułg.: Сажденик),
- Skrinjano (bułg.: Скриняно),
- Słokosztica (bułg.: Слокощица),
- Sowolano (bułg.: Соволяно),
- Stensko (bułg.: Стенско),
- Szipoczano (bułg.: Шипочано),
- Sziszkowci (bułg.: Шишковци),
- Tawaliczewo (bułg.: Таваличево),
- Tyrsino (bułg.: Търсино),
- Tyrnowłag (bułg.: Търновлаг),
- Wratca (bułg.: Вратца),
- Żabokryt (bułg.: Жабокрът),
- Żerawino (bułg.: Жеравино),
- Żilenci (bułg.: Жиленци).